# آب‌انبار افشار
آب‌انبار افشار مربوط به دوره پهلوی است و در یزد، خیابان امام، کوچه شهید آخوند زاده، کوچه دوم واقع شده و این اثر در تاریخ ۲۲ مرداد ۱۳۸۴ با شمارهٔ ثبت ۱۳۰۲۶ به‌عنوان یکی از آثار ملی ایران به ثبت رسیده است.